# Staupsholmen
Staupsholmen est une île norvégienne dans le landskap Sunnhordland du comté de Vestland. Elle appartient administrativement à Sveio.

## Géographie
Rocheuse et couverte d'arbres, scindée en deux îlots, elle s'étend sur environ 378 m de longueur pour une largeur approximative de 163 m. 